# 小西顕
小西 顕（こにし あきら、生没年未詳）は、江戸時代後期の阿波徳島藩士。顕民の表記もある。号は錦江。

## 味地草
父の友直の跡を継ぎ、淡路の地誌『味地草』を増補し、同安政四年版を完成させる。『味地草』は井上通泰の『上代歴史地理考』によれば「記述頗精シ。但議論識見ハ常磐草ニ及バズ」とされ、淡路の地誌については「當國地誌ノ白眉ナリ」とされる『淡路常磐草』に次ぐ評価を受けている。また、『淡路常盤草』『淡路草』『堅盤草』とともに、「淡路四草」と呼ばれている。